# Non finito

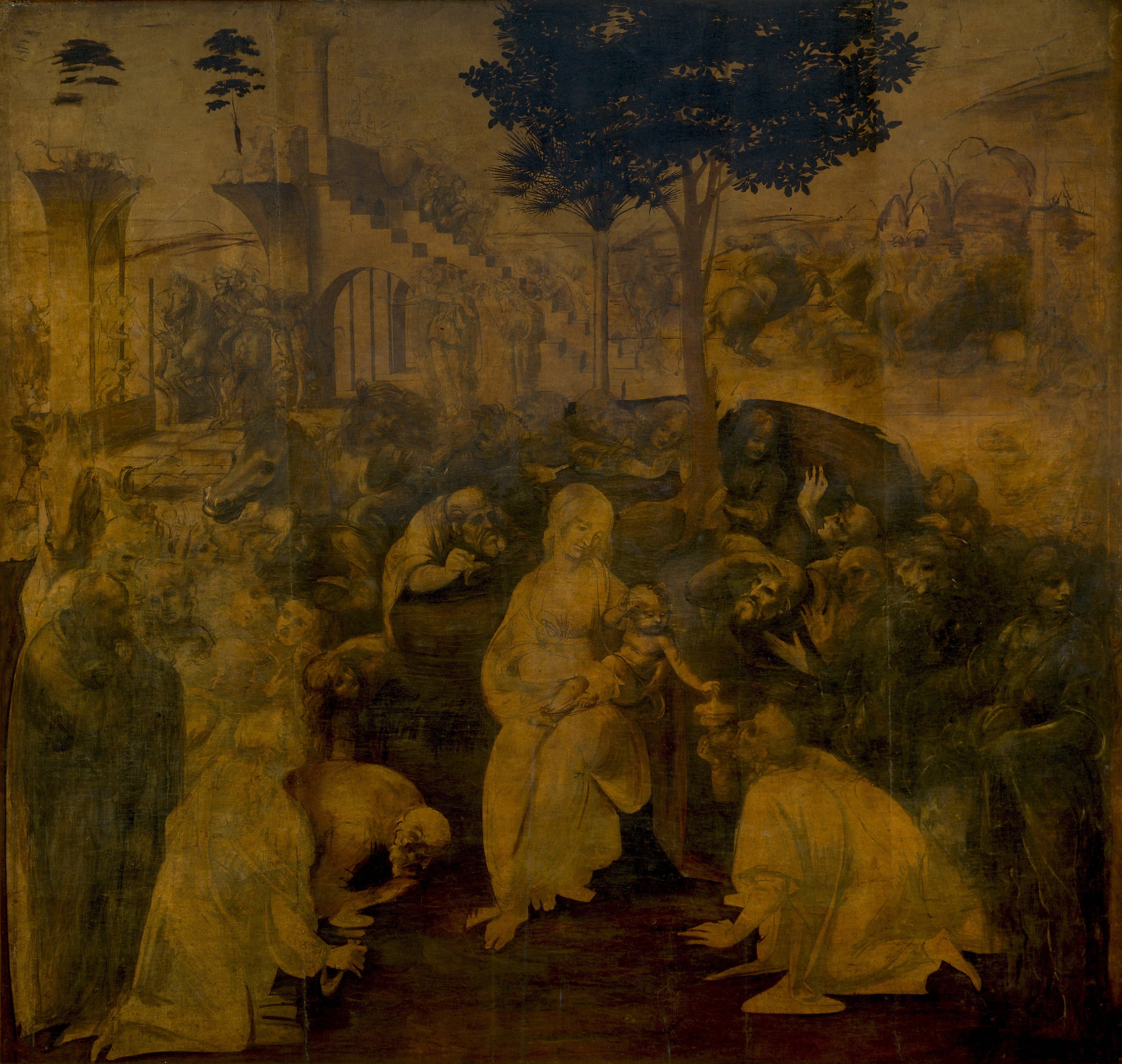
Adoración de los Magos (Leonardo), 1481-1482.

Non finito es una expresión italiana, traducible literalmente por "no acabado", que se aplica en contextos artísticos a las obras a las que se atribuye un valor estético precisamente por su imperfección o falta de acabado (sea un rasgo de estilo voluntariamente escogido por el autor o resultado del azar, por el momento en que se vio forzado a dejar su trabajo), lo que también se denomina "estética de lo inacabado" (en francés esthétique de l'inachevé). En palabras de Rembrandt, "una obra está acabada cuando el artista decide que está acabada"; mientras que en las de Whistler, refiriéndose a pintores de "gusto burgués" (preciosismo o kitsch), "sus obras puede que estén acabadas, pero lo que es seguro es que no están comenzadas". Así considerado, el non finito no es lo inacabado, sino lo que no está "perfilado", sugiere más que representa, utiliza trazos simples, "abosquejados", para alcanzar lo esencial, sin perderse en detalles. Desde el Romanticismo y el Realismo, quedó manifiesta la oposición entre el arte académico, prolongador de la estética "acabada" y fría del Neoclasicismo, y la búsqueda cada vez más ambiciosa de la transgresión por las sucesivas vanguardias, para lo que la utilización del non finito es un recurso habitual (Impresionismo, Expresionismo).
El principal ejemplo de la estética de lo inacabado es la obra escultórica de Miguel Ángel, al que se atribuye una incapacidad psicológica de dar por terminadas sus obras; extremo que también se puede aplicar a Leonardo da Vinci quien, además de introducir el sfumato (técnica opuesta a los perfiles nítidos propios de los primitivos flamencos o la pintura del Quattrocento), se desinteresaba de muchas de sus obras apenas quedaban resueltos los conceptos formales que planteaban, mientras que otras seguía retocándolas indefinidamente (caso de La Gioconda). Tiziano, especialmente en sus obras de madurez, usaba una pincelada suelta y gestual (la llamada "pincelada veneciana", pero que también suele denominarse, anacrónicamente, "impresionista"), llevando a veces la materia pictórica al lienzo con sus propias manos. Velázquez presentaba al tiempo una pincelada "impresionista" (bravura, alla prima) y una obsesión por el retoque en innumerables veladuras y pentimenti. Obviamente, en estos casos, así como en la obra pictórica de Goya (especialmente la de sus últimas fases creativas), de Turner, de Delacroix, de Courbet o de Manet, o de la obra escultórica de Rodin, la utilización de esta estética es consciente, un medio de expresión.

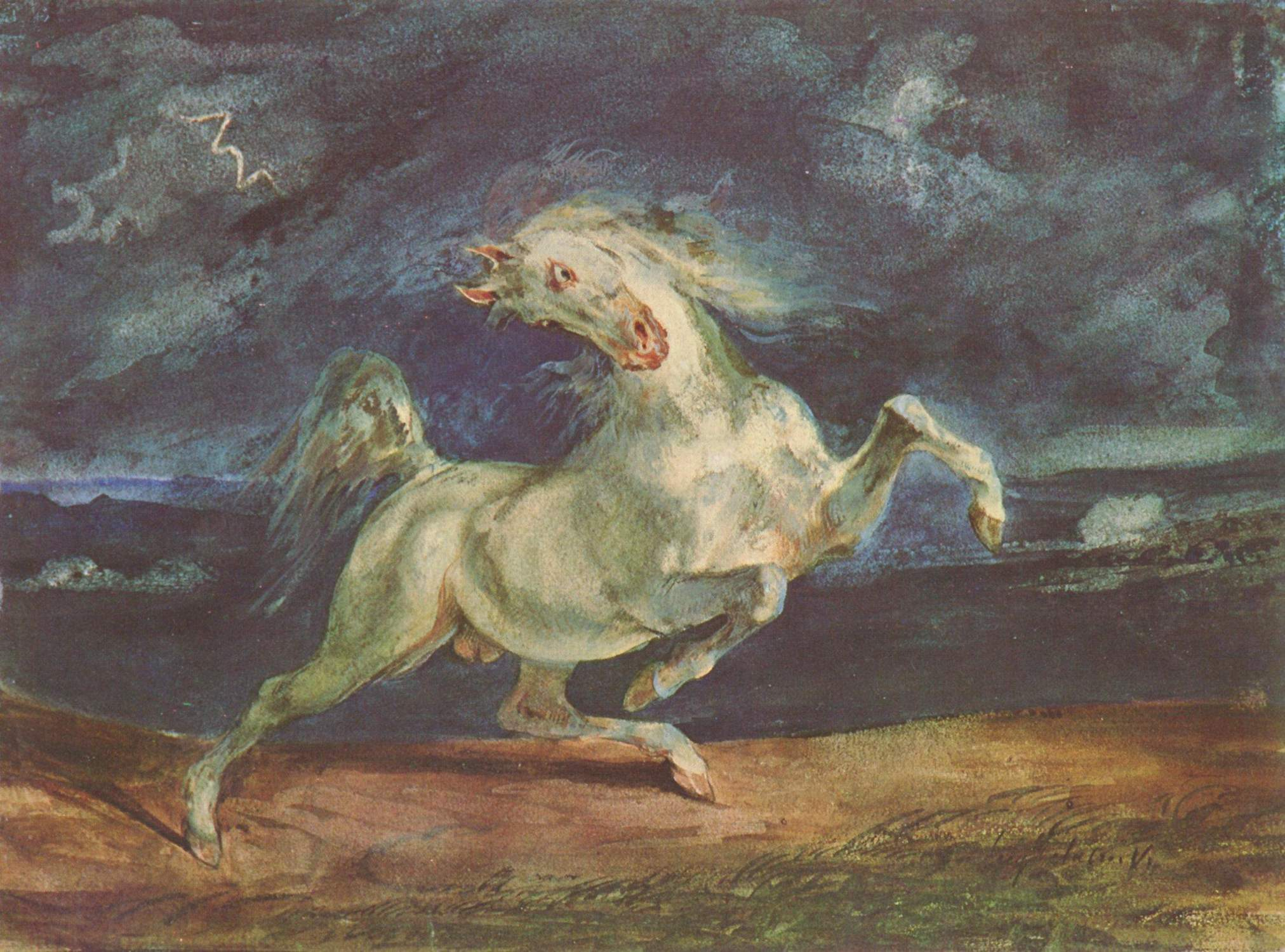
Caballo huyendo de un rayo, Delacroix, 1824.
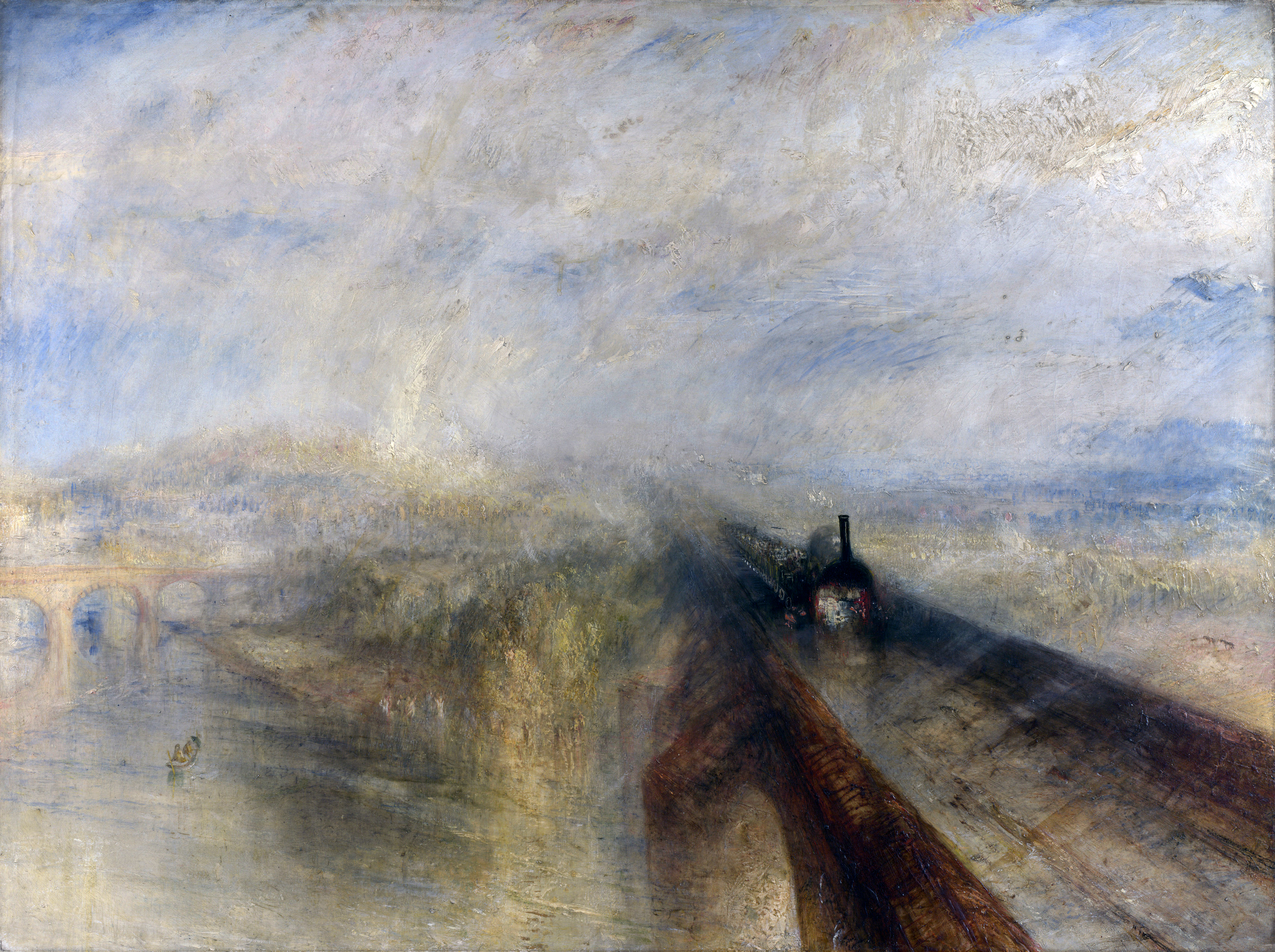
Lluvia, vapor y velocidad. El gran ferrocarril del Oeste, Turner, 1844.
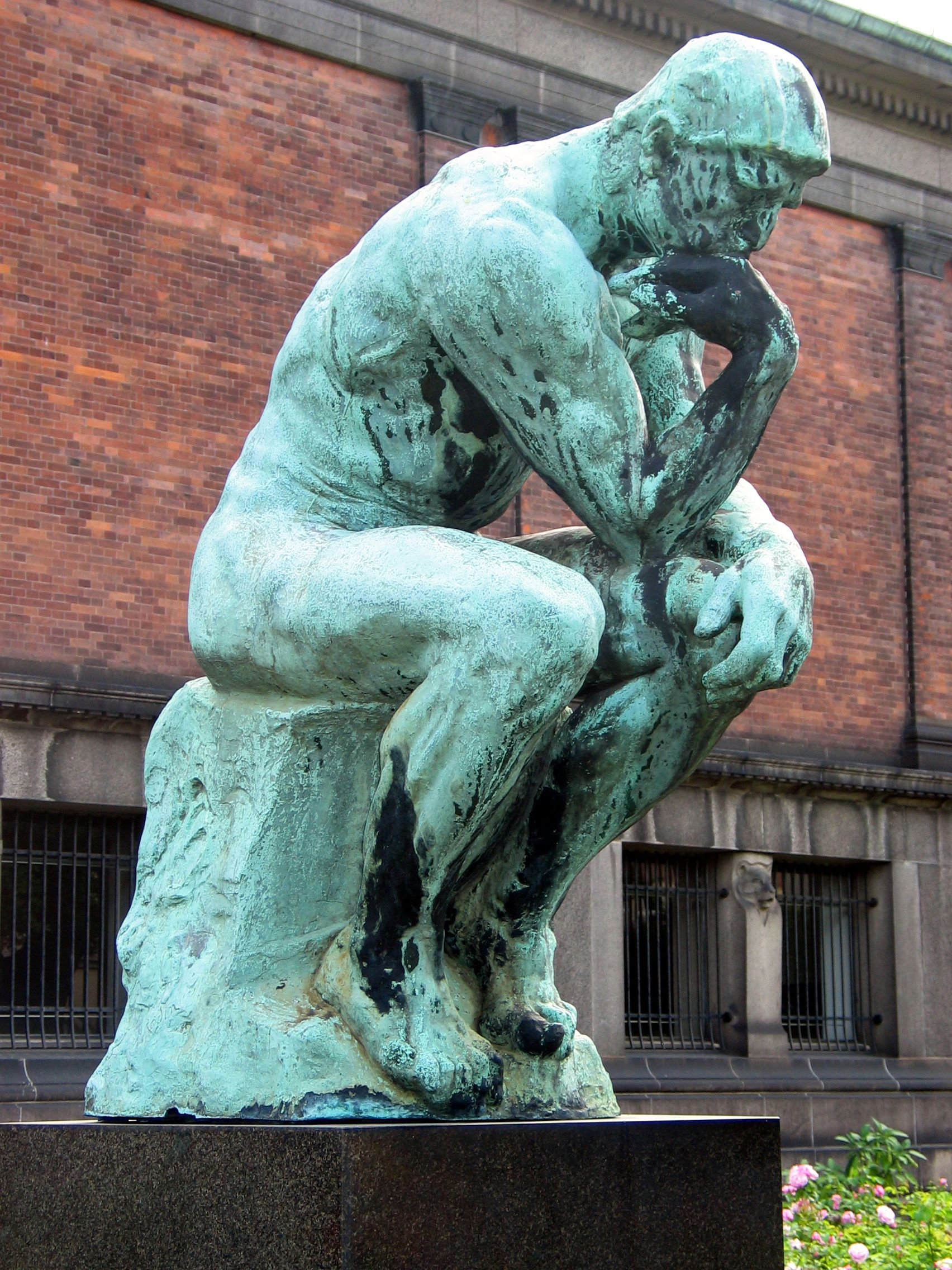
El pensador, Rodin, 1902.

Aunque el concepto se refiere sobre todo a escultura y pintura, también se aplica a la arquitectura (el almohadillado de los palacios florentinos -la denominación del Palazzo Nonfinito, actualmente sede del Museo nacional de antropología y etnología de Florencia, se refiere simplemente a su condición de haber quedado a medio construir-, otros recursos visuales de la arquitectura manierista), a la música (las distintas Sinfonía inacabada) o a la literatura.

## Estética de lo inacabado en Miguel Ángel
Si el non finito como técnica artística puede rastrearse hasta Donatello (Altar de San Antonio de Padua, 1446-1453), que buscaba la intensidad espiritual y dramática de las figuras o escenas representadas, y tiene un ejemplo notable en Leonardo da Vinci; Miguel Ángel es incontestablemente quien promueve una estética de lo inacabado. No obstante, en el Renacimiento clásico (finales del siglo XV y comienzos del XVI) sólo una circunstancia fortuita podría explicar dejar una obra de arte inacabada. Ya en el Manierismo, Vasari invoca el esbozo, más que la obra acabada, como portador del "furor" creativo. Paradójicamente, Miguel Ángel, el genio del non finito, dijo de Donatello que "carecía de la paciencia de dar a sus piezas un claro acabado, de modo que parecen maravillosas en la distancia, pero no responden a su reputación cuando se las ve de cerca"; mientras que para Vasari esa característica en Donatello merecía denominarse sprezzatura (entendible como "negligencia intencional").
Incluso si un número notable de circunstancias materiales pueden explicar el non finito de muchas obras de Miguel Ángel, lo cierto es que muchas las dejadas inacabadas (por defectos aparecidos en el bloque de mármol durante la talla, por dificultades con el comitente, etc.); como se constata en algunas Pietà, en piezas de la tumba de Julio II, en la Sagrestia Nuova de la Capilla Medicea de San Lorenzo, etc. Por su gusto, no se detiene en completar un trabajo a menos que considere la posibilidad de alcanzar la perfección, y queda fascinado por el efecto obtenido en las estatuas incompletas (los Esclavos que emergen de bloque aún íntegro en buena parte, con cabeza y miembros apenas desbastados) "dejando al resto dormir en el mármol".

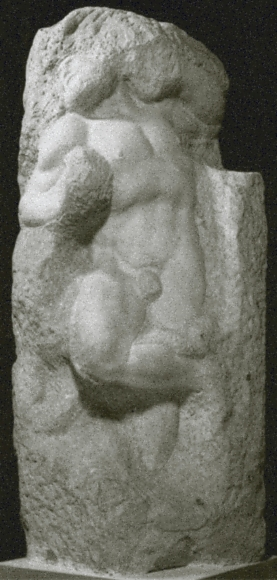
Los Esclavos que Miguel Ángel comenzó para la tumba de Julio II quedaron en distintas fases de desarrollo, desde el Esclavo moribundo casi terminado hasta los que parecen emerger de los bloques (en la imagen, Esclavo despertándose). Museo del Louvre.
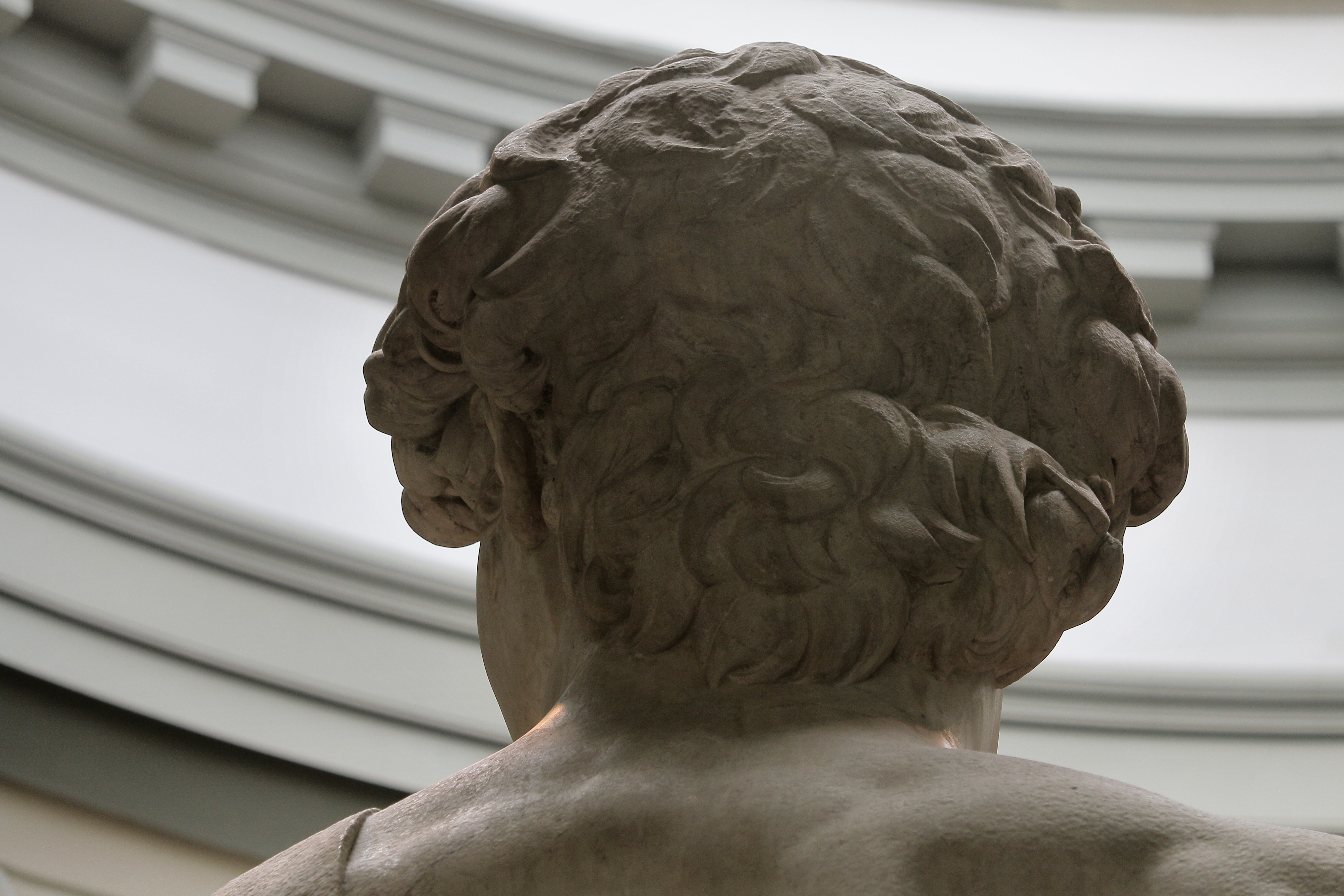
El David tiene la parte superior del pelo en bruto, poco más que desbastada.
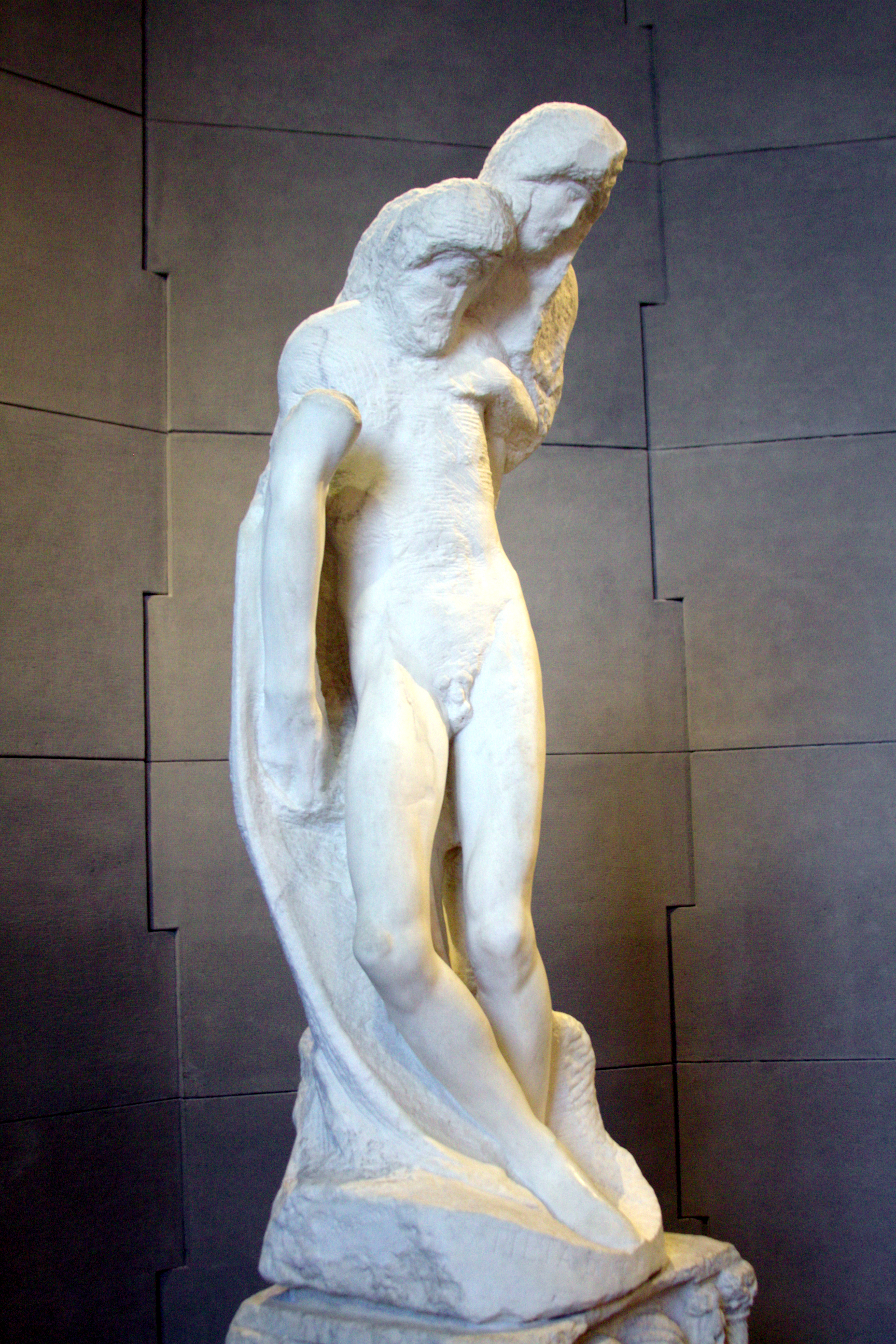
Pietà Rondanini, Castello Sforzesco de Milán.
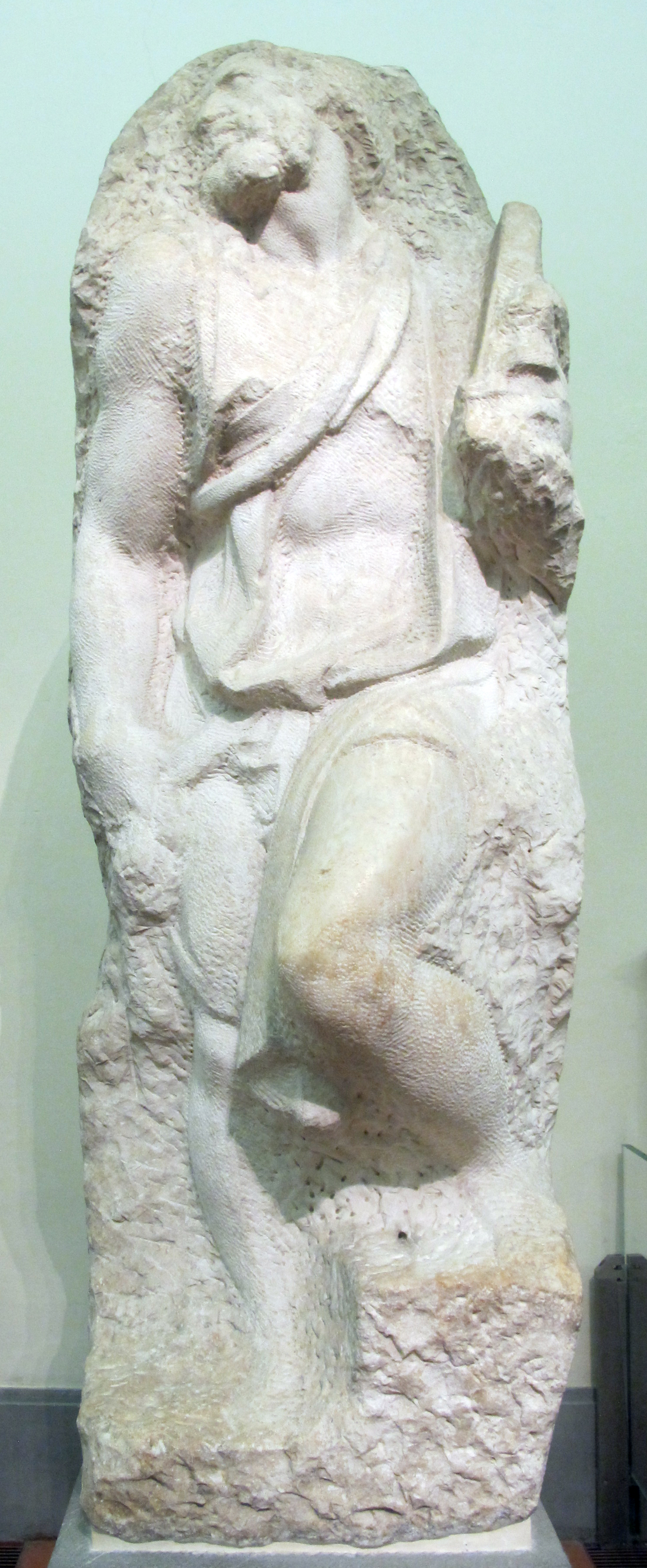
San Matteo, Galleria dell'Accademia de Florencia.